# Anisozyga saturataria
Anisozyga saturataria là một loài bướm đêm trong họ Geometridae.